# Hauteville (Pas-de-Calais)
Hauteville település Franciaországban, Pas-de-Calais megyében. Lakosainak száma 306 fő (2022. január 1.). Hauteville Lattre-Saint-Quentin, Fosseux, Noyelle-Vion, Wanquetin és Avesnes-le-Comte községekkel határos.

## Népesség
A település népességének változása:
| Lakosok száma | 316  | 317  | 328  | 316  | 314  | 312  | 308  | 305  | 306  |
|               | 2013 | 2015 | 2016 | 2017 | 2018 | 2019 | 2020 | 2021 | 2022 |